# 小鱗羅塔魮
小鱗羅塔魮（学名：Rohteichthys microlepis）为輻鰭魚綱鯉形目鲤科的其中一種，分布於亞洲婆羅洲西部、南部至蘇門答臘流域，體長可達30公分，棲息在底層水域。
其种加词“microlepis”意为“细鳞的”。